# Battaglia di Montereau
La battaglia di Montereau fu combattuta nei pressi di Montereau-Fault-Yonne il 18 febbraio 1814, e si concluse con la vittoria dei francesi guidati da Napoleone Bonaparte contro le forze di Impero austriaco e Regno di Württemberg.

## Antefatti
Dopo i successi della campagna dei sei giorni (dal 10 al 14 febbraio 1814) che permisero di sconfiggere gli alleati a Parigi, Napoleone si diresse a sud verso la Senna, dove il cuore dell'esercito austriaco guidato da Karl Philipp Schwarzenberg stava minacciando Parigi da sudest. Napoleone ne fermò l'avanzata nei pressi di Mormant (a 45 chilometri da Parigi) il 17 febbraio, dopo aver marciato per 90 chilometri in 36 ore.
Questo scontro, assieme alle sconfitte subite dai Prussiani a nord, obbligarono il principe Schwarzenberg ad ordinare la ritirata. Schwarzenberg abbandonò Guglielmo di Württemberg per comandare una retroguardia presso il villaggio chiave di Montereau, situato sulla confluenza di Senna e Yonne.

## Battaglia
Napoleone nominò maresciallo Claude-Victor Perrin a Montereau, ma le forze di Victor si mossero lentamente verso Montereau, dando il tempo a Federico di rafforzare le proprie posizioni. Gli assalti di cavalleria guidati dal generale Pierre Claude Pajol riuscirono a respingere gli avversari, rallentando il rafforzamento delle difese, ma potendo fare ben poco senza il supporto della fanteria del maresciallo Victor-Perrin.
Alle 9 del mattino del 18 febbraio, Victor giunse a Montereau. Furioso per la lenta avanzata di Victor, Napoleone lo sostituì con Étienne Maurice Gérard.
Gérard cercò di ottenere la superiorità di fuoco rispetto alle truppe difensive del Württemberg. Nel primo pomeriggio giunse l'artiglieria della Guardia imperiale, permettendo a Gérard di zittire le batterie difensive del Württemberg bombardando il villaggio.
Alle 15 l'assalto francese permise di conquistare un crinale che rappresentava la chiave per la presa di Montereau. Guglielmo di Württemberg ordinò la ritirata, che si trasformò poco dopo in una disfatta a causa della cavalleria guidata da Pierre Claude Pajol. La cavalleria di Pajol impedì agli alleati di far detonare le cariche esplosive poste sui due ponti, permettendo quindi l'inseguimento francese.

## Conseguenze
Gli alleati patirono perdite per 6000 unità, e persero 15 cannoni. I francesi persero 2500 uomini. L'esercito di Guglielmo di Württemberg si ritirò, e quello di Karl Philipp Schwarzenberg fuggì ad est, verso Troyes.